# Zhengzhou Open
Zhengzhou Open este un turneu pentru jucătoare profesioniste de tenis jucat pe terenuri dure în aer liber. Turneul a avut loc la Zhengzhou, China, din 2014 ca turneu ITF și apoi ca turneu WTA 125 în 2017 și 2018. Ulterior, turneul a fost modernizat și din 2019 este clasificat ca un turneu de nivel WTA 500, înlocuind Connecticut Open din Statele Unite.

## Rezultate

### Simplu
| An                 | Campion                                              | Finalist                                             | Scor                                                 |
| ------------------ | ---------------------------------------------------- | ---------------------------------------------------- | ---------------------------------------------------- |
| ↓ Turneu ITF ↓     |                                                      |                                                      |                                                      |
| 2014               | Zhang Kailin                                         | Xu Yifan                                             | 7–5, 6–4                                             |
| 2015               | Wang Yafan                                           | Duan Yingying                                        | 6–4, 6–4                                             |
| 2016               | Anastasia Pivovarova                                 | Lu Jingjing                                          | 6–4, 6–4                                             |
| ↓ Turneu WTA 125 ↓ |                                                      |                                                      |                                                      |
| 2017               | Wang Qiang                                           | Peng Shuai                                           | 3–6, 7–6(7–3), 1–1 ret.                              |
| 2018               | Zheng Saisai                                         | Wang Yafan                                           | 5–7, 6–2, 6–1                                        |
| ↓ WTA 500 ↓        |                                                      |                                                      |                                                      |
| 2019               | Karolína Plíšková                                    | Petra Martić                                         | 6–3, 6–2                                             |
| 2020 2021          | Anulat din cauza pandemiei de COVID-19               | Anulat din cauza pandemiei de COVID-19               | Anulat din cauza pandemiei de COVID-19               |
| 2022               | Suspendat din cauza acuzațiilor făcute de Peng Shuai | Suspendat din cauza acuzațiilor făcute de Peng Shuai | Suspendat din cauza acuzațiilor făcute de Peng Shuai |
| 2023               | Zheng Qinwen                                         | Barbora Krejčíková                                   | 2–6, 6–2, 6–4                                        |

### Dublu
| An                 | Campion                                              | Finalist                                             | Scor                                                 |
| ------------------ | ---------------------------------------------------- | ---------------------------------------------------- | ---------------------------------------------------- |
| ↓ Turneu ITF ↓     |                                                      |                                                      |                                                      |
| 2014               | Chan Chin-wei Liang Chen                             | Han Xinyun Zhang Kailin                              | 6–3, 6–3                                             |
| 2015               | Han Na-lae Jang Su-jeong                             | Liu Chang Zhang Ling                                 | 6–0, 6–3                                             |
| 2016               | Xun Fangying You Xiaodi                              | Akgul Amanmuradova Michaela Hončová                  | 1–6, 6–2, [10–7]                                     |
| ↓ Turneu WTA 125 ↓ |                                                      |                                                      |                                                      |
| 2017               | Han Xinyun Zhu Lin                                   | Jacqueline Cako Julia Glushko                        | 7–5, 6–1                                             |
| 2018               | Duan Yingying Wang Yafan                             | Naomi Broady Yanina Wickmayer                        | 7–6(7–5), 6–3                                        |
| ↓ WTA 500 ↓        |                                                      |                                                      |                                                      |
| 2019               | Nicole Melichar Květa Peschke                        | Yanina Wickmayer Tamara Zidanšek                     | 6–1, 7–6(7–2)                                        |
| 2020 2021          | Anulat din cauza pandemiei de COVID-19               | Anulat din cauza pandemiei de COVID-19               | Anulat din cauza pandemiei de COVID-19               |
| 2022               | Suspendat din cauza acuzațiilor făcute de Peng Shuai | Suspendat din cauza acuzațiilor făcute de Peng Shuai | Suspendat din cauza acuzațiilor făcute de Peng Shuai |
| 2023               | Gabriela Dabrowski Erin Routliffe                    | Shuko Aoyama Ena Shibahara                           | 6–2, 6–4                                             |